# 일렉트로닉 게이밍 먼슬리
일렉트로닉 게이밍 먼슬리(Electronic Gaming Monthly, EGM)는 미국 일리노이주의 월간 비디오 게임 잡지이다. 비디오 게임 뉴스, 산업 행사, 게이밍 인물 인터뷰, 편집 콘텐츠, 제품 리뷰를 다룬다.

## 평가
2014년 회고전에서 폴리곤 (웹사이트)은 다음과 같이 말했다. "20년 동안 EGM은 게임 미디어 환경에서 중심 위치를 유지했다. 인터넷이 등장하기 전에는 정기 간행물이 취미에 관심이 있는 미국 독자들에게 중요한 통로였다."